# Geranomyia enderleini
Geranomyia enderleini is een tweevleugelige uit de familie steltmuggen (Limoniidae). De soort komt voor in het Neotropisch gebied.